# Le Prince Miiaou
Le Prince Miiaou, de son vrai nom Maud-Élisa Mandeau, née le 19 juin 1984, est une auteur-compositrice-interprète française qui arrange et produit sa musique. Elle chante en anglais et en français.

## Biographie

### Jeunesse et formation
Maud-Élisa Mandeau est originaire de Réaux, un village français d'environ 400 habitants, en Charente-Maritime. Adolescente, elle chante dans le groupe de metal de son frère aîné Benjamin,. Elle commence la guitare à l'âge de 16 ans. Elle monte à Paris pour ses études. De 2002 à 2006, elle est chanteuse et guitariste dans un groupe de post-rock, post-rock auquel elle consacrera son mémoire de DESS en politique culturelle,.
En 2006, elle dit au revoir aux membres du groupe, leur vole le mode d’emploi des logiciels Cubase et Reason, passe ses week-ends dans sa chambre parisienne à composer ses premiers morceaux.

### De 2007 à 2012
Elle enregistre son premier album, Nécessité microscopique, un an plus tard, en 2007 avec Loris Bernot à Microbe Studios. Cet album ne sera jamais commercialisé mais un morceau comme Frénésie Horizontale continue d'être joué dans ses concerts. 
En 2009, son inspiration lui fait écrire son deuxième album Safety First et elle joue aux Francofolies de La Rochelle. Tout s'accélère : couverture de Libération, White Session sur France Inter dans l'émission de Bernard Lenoir, pleine page dans Le Parisien avec une photo du célèbre masque de plongée et double page dans Les Inrocks. Cet album sera enregistré en compagnie de son frère Benjamin qui a créé un studio d'enregistrement à Pons, La Machine à Rêves. L'album sortira en décembre 2009 avec uniquement un pressage de 3 000 exemplaires. Les concerts s'enchaînent avec les Eurockéennes de Belfort, les premières parties de Benjamin Biolay au Casino de Paris et de Chokebore à la Maroquinerie.
En 2011, après une téléportation[Quoi ?] d’un studio dans sa maison perdue au milieu des vignes, 13 morceaux et un album Fill the blank with your own Emptiness naissent. Le label 3e Bureau (Brigitte, Orelsan, Pony Pony Run Run) la chouchoute[Quoi ?] et tout se passe bien : la presse continue de s’emballer, France Inter s’amuse en continu, M6 repasse ses auto-clips et 80 dates de concerts s’enchaînent dont un Olympia (Festival des Inrocks) et des concerts « sold out » au Café de la Danse et la Maroquinerie.

### Depuis 2012
En 2013, après être allée chercher son inspiration à New York, Le Prince Miiaou file dans un château en Charente avec la complicité du réalisateur-mixeur Antoine Gaillet (M83, Julien Doré, Herman Düne...), où elle enregistre son quatrième album nommé Where is the Queen ?. L'album, autoproduit et joyeusement mélancolique, sort le 27 janvier 2014.
En août 2014, elle participe au festival du Chien à Plumes.

## Discographie
La discographie de Le Prince Miiaou comprend quatre albums. Ses deux premiers opus, Nécessité microscopique et Safety First sortis respectivement en 2007 et 2009, sont autoproduits,. Son troisième album studio, Fill the Blank with Your Own Emptiness, également entièrement autoproduit et sorti le 28 mars 2011 sur le label No Damn Label/3ème Bureau, est plébiscité par la critique. 
Elle chante principalement en anglais, le français étant généralement réservé pour parler.
Elle est accompagnée sur scène par trois musiciens interprètes : Norbert Labrousse à la batterie, François-Pierre Fol au violoncelle, aux claviers et à la basse et Pierre-Louis François à la guitare et à la basse.
Elle sort début 2014 un tout nouvel album autoproduit, Where is the Queen, dont le premier single Happy Song For Empty People est sorti le 18 novembre 2013.

### Albums
- 2007 : Nécessité microscopique !
- 2009 : Safety First
- 2011 : Fill the Blank with Your Own Emptiness
- 2014 : Where is the Queen? Who is asking? I can not tell. She's gone. Gone where? Just gone.
- 2018 : Victoire

### EPs
- 2009 : Safety First EP
- 2015 : Triptyque d'hiver - 3 titres